# 連邦民主党 (バハマ)
連邦民主党（れんぽうみんしゅとう、英語: Commonwealth Democratic Party）は、かつて存在したバハマの小政党。1982年バハマ総選挙で立候補者を出したが13票しか獲得できず落選した。